# دیدیه کوئکو
دیدیه کوئکو (فرانسوی: Didier Couécou‎؛ زادهٔ ۲۵ ژوئیهٔ ۱۹۴۴) بازیکن و مربی سابق فوتبال اهل فرانسه است.
از باشگاه‌هایی که در آن بازی کرده‌است می‌توان به باشگاه فوتبال نانت، باشگاه فوتبال نیس، باشگاه فوتبال بوردو، باشگاه فوتبال المپیک مارسی، و باشگاه فوتبال المپیک مارسی، و باشگاه فوتبال بوردو، باشگاه فوتبال المپیک مارسی، و باشگاه فوتبال المپیک مارسی، اشاره کرد.
وی همچنین در تیم ملی فوتبال فرانسه بازی کرده‌است.